# Jouet pour chien

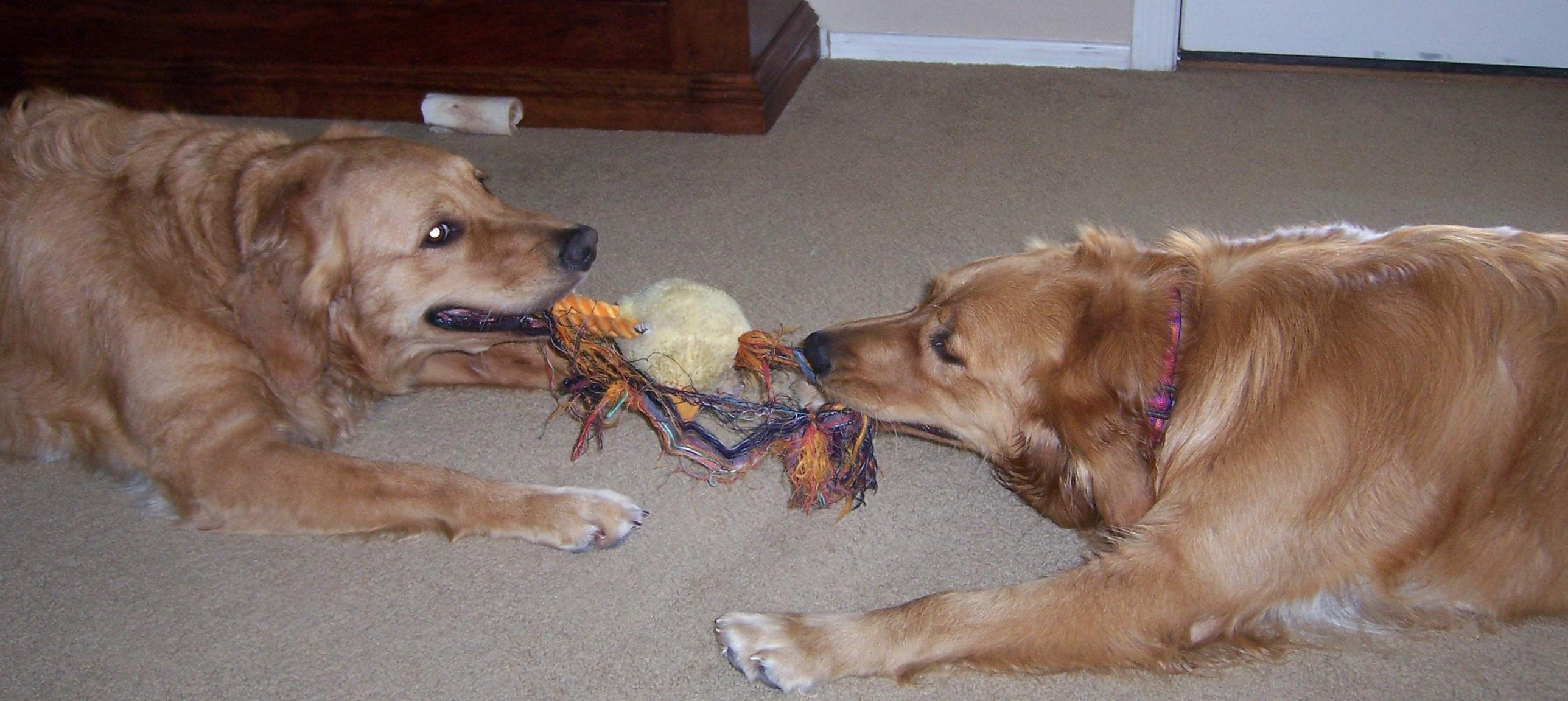
Golden Retrievers jouant avec un jouet de traction

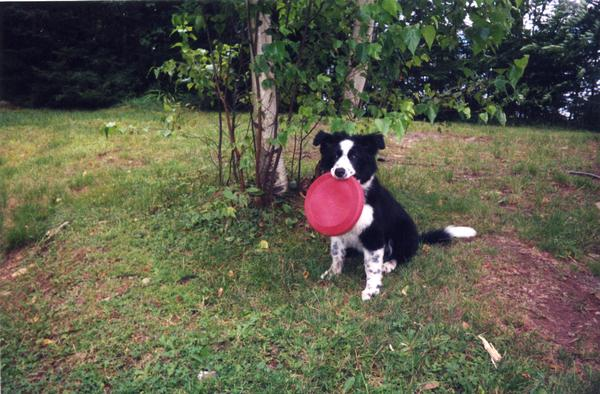
Border collie avec frisbee

Un jouet pour chien est un jouet conçu spécialement pour les chiens. Il en existe plusieurs variétés, os, jouet pour chiot, balles, outils de dressage, disques et frisbees, peluches, bâtons.
Les chiots ont besoin de jouets qu'ils peuvent mâcher quand ils font leurs dents parce que leurs gencives et leur mâchoire deviennent très douloureuses. 
Des jouets différents encouragent l'exercice qui améliore la santé générale de l'animal.